# Steve Bernier
Pour les articles homonymes, voir Bernier.
Steve Bernier (né le 31 mars 1985 à Québec, Québec au Canada) est un joueur professionnel canadien de hockey sur glace.

## Carrière de joueur
En 2001, il entame sa carrière en Ligue de hockey junior majeur du Québec avec l'équipe des Wildcats de Moncton. Il participe avec l'équipe LHJMQ au Défi ADT Canada-Russie en 2003 et 2004. Il a été repêché par les Sharks de San José lors du repêchage d'entrée dans la LNH 2003, à la 16e position. Lors de la saison 2005-2006 de la LNH, Bernier avait d'abord joué au sein du club école des Sharks, les Barons de Cleveland, avec qui il a récolté 43 points en 49 matches. Il a ensuite été rappelé par les Sharks et a continué d'exceller, amassant 14 buts et 13 passes en 39 matches.
Le 26 février 2008, les Sharks l'envoient avec un choix de première ronde aux Sabres de Buffalo en retour de Brian Campbell.
Le 4 juillet 2008, il est échangé aux Canucks de Vancouver en retour d'un choix de seconde ronde au repêchage d'entrée dans la LNH 2010 et de troisième ronde au repêchage d'entrée dans la LNH 2009.
Il passe aux mains des Panthers de la Floride le 25 juin 2010, avec Michael Grabner et le 25e choix des Canucks au Repêchage d'entrée dans la LNH 2010 (Quinton Howden), en retour du défenseur Keith Ballard et Victor Oreskovich.
Il est invité au camp d'entraînement des Devils du New Jersey avant le début de la saison 2011-2012. Il accepte plutôt un contrat valide pour la LAH d'un an avec les Devils d'Albany, le club-école des Devils (de la LNH). Il ne joue que 17 matchs dans la ligue mineure et signe un contrat d'un an à deux volets avec les Devils (du New Jersey), le 30 janvier 2012. Lors du sixième match de la finale des séries éliminatoires 2012, il reçoit une inconduite de partie et une pénalité majeure de cinq minutes pour avoir donné de la bande au défenseur des Kings de Los Angeles, Rob Scuderi. Les Kings en profitent pour marquer trois buts et remportent le match et la coupe en battant les Devils, 6 à 1.
Il signe un nouveau contrat de deux ans avec les Devils avant l'ouverture du marché des joueurs autonomes 2012. Le 1er juillet 2014, il signe une prolongation de contrat d'un an à 600 000 $ avec les Devils. Il récolte 32 points comme durant la saison 2008-2009 avec les Canucks mais est tout de même libéré par les Devils.
Il devient agent libre à la date du 1er juillet 2015 et signe un contrat d'un an avec les Islanders de New York, le 17 septembre 2015.

## Statistiques

### En club
| Saison     | Équipe                     | Ligue      |     | Saison régulière | Saison régulière | Saison régulière | Saison régulière | Saison régulière |   | Séries éliminatoires | Séries éliminatoires | Séries éliminatoires | Séries éliminatoires | Séries éliminatoires |
| Saison     | Équipe                     | Ligue      | PJ  | B                | A                | Pts              | Pun              | PJ               | B | A                    | Pts                  | Pun                  |                      |                      |
| 2001-2002  | Wildcats de Moncton        | LHJMQ      | 66  | 31               | 28               | 59               | 51               | -                | - | -                    | -                    | -                    |                      |                      |
| 2002-2003  | Wildcats de Moncton        | LHJMQ      | 71  | 49               | 52               | 101              | 90               | 2                | 1 | 0                    | 1                    | 2                    |                      |                      |
| 2003-2004  | Wildcats de Moncton        | LHJMQ      | 66  | 36               | 46               | 82               | 80               | 20               | 7 | 10                   | 17                   | 17                   |                      |                      |
| 2004-2005  | Wildcats de Moncton        | LHJMQ      | 68  | 35               | 36               | 71               | 114              | 12               | 6 | 13                   | 19                   | 22                   |                      |                      |
| 2005-2006  | Barons de Cleveland        | LAH        | 49  | 20               | 23               | 43               | 33               | -                | - | -                    | -                    | -                    |                      |                      |
| 2005-2006  | Sharks de San José         | LNH        | 39  | 14               | 13               | 27               | 35               | 11               | 1 | 5                    | 6                    | 8                    |                      |                      |
| 2006-2007  | Sharks de San José         | LNH        | 62  | 15               | 16               | 31               | 29               | 11               | 0 | 1                    | 1                    | 2                    |                      |                      |
| 2006-2007  | Sharks de Worcester        | LAH        | 10  | 3                | 4                | 7                | 2                | -                | - | -                    | -                    | -                    |                      |                      |
| 2007-2008  | Sharks de San José         | LNH        | 59  | 13               | 10               | 23               | 62               | -                | - | -                    | -                    | -                    |                      |                      |
| 2007-2008  | Sabres de Buffalo          | LNH        | 17  | 3                | 6                | 9                | 2                | -                | - | -                    | -                    | -                    |                      |                      |
| 2008-2009  | Canucks de Vancouver       | LNH        | 81  | 15               | 17               | 32               | 27               | 10               | 2 | 2                    | 4                    | 7                    |                      |                      |
| 2009-2010  | Canucks de Vancouver       | LNH        | 59  | 11               | 11               | 22               | 21               | 12               | 4 | 1                    | 5                    | 0                    |                      |                      |
| 2010-2011  | Panthers de la Floride     | LNH        | 68  | 5                | 10               | 15               | 21               | -                | - | -                    | -                    | -                    |                      |                      |
| 2011-2012  | Devils d'Albany            | LAH        | 17  | 3                | 2                | 5                | 8                | -                | - | -                    | -                    | -                    |                      |                      |
| 2011-2012  | Devils du New Jersey       | LNH        | 32  | 1                | 5                | 6                | 16               | 24               | 2 | 5                    | 7                    | 27                   |                      |                      |
| 2012-2013  | Devils du New Jersey       | LNH        | 47  | 8                | 7                | 15               | 17               | -                | - | -                    | -                    | -                    |                      |                      |
| 2013-2014  | Devils du New Jersey       | LNH        | 78  | 3                | 9                | 12               | 33               | -                | - | -                    | -                    | -                    |                      |                      |
| 2014-2015  | Devils du New Jersey       | LNH        | 67  | 16               | 16               | 32               | 28               | -                | - | -                    | -                    | -                    |                      |                      |
| 2015-2016  | Islanders de New York      | LNH        | 24  | 1                | 5                | 6                | 9                | 6                | 0 | 0                    | 0                    | 0                    |                      |                      |
| 2016-2017  | Sound Tigers de Bridgeport | LAH        | 33  | 16               | 10               | 26               | 26               | -                | - | -                    | -                    | -                    |                      |                      |
| 2017-2018  | Sound Tigers de Bridgeport | LAH        | 63  | 21               | 14               | 35               | 36               | -                | - | -                    | -                    | -                    |                      |                      |
| 2017-2018  | Islanders de New York      | LNH        | 4   | 0                | 0                | 0                | 0                | -                | - | -                    | -                    | -                    |                      |                      |
| 2018-2019  | Sound Tigers de Bridgeport | LAH        | 62  | 24               | 18               | 42               | 87               | 5                | 1 | 1                    | 2                    | 2                    |                      |                      |
| 2019-2020  | Sound Tigers de Bridgeport | LAH        | 20  | 2                | 2                | 4                | 0                | -                | - | -                    | -                    | -                    |                      |                      |
| Totaux LNH | Totaux LNH                 | Totaux LNH | 637 | 105              | 125              | 230              | 300              | 74               | 9 | 14                   | 23                   | 44                   |                      |                      |

### En équipe nationale
| Année | Compétition                  |   | PJ | B | A | Pts | Pun           |  | Résultat |
| 2003  | Championnat du monde -18 ans | 7 | 4  | 4 | 8 | 12  | Médaille d'or |  |          |